# Musées de Mequinenza
Les musées de Mequinenza sont trois musées que se trouvent à Mequinenza (Saragosse). 
Ils sont composés du musée de la mine (un des rares musées miniers situé à l'intérieur d'une véritable galerie restaurée de plus de mille mètres de parcours dans lequel on peut voir du charbon réel), le musée de l'Histoire de Mequinenza et le musée du Passé Prehistórico. Leur objectif est de montrer le patrimoine minier et historique de la localité, et plus spécialement celui du vieux village de Mequinenza, disparu dans le fleuve Èbre après la construction du barrage de Ribarroja. Son emplacement se trouve dans le groupe scolaire María-Quintana bâti en 1927, où se trouvaient les écoles de l'ancien village.

## Les musées
- Musée de la mine : il offre un parcours dans une galerie minière réelle dans laquelle on peut reconnaître le travail des mineurs dans le bassin houiller de Mequinenza durant les 150 dernières années. On peut voir une collection variée de machines réelles originaires de diverses exploitations minières de la région.
- Musée de l'Histoire de Mequinenza : il présente un voyage à travers l'histoire de la ville et son lien avec ses trois cours d'eau (l'Èbre, le Sègre et le Cinca), ainsi que l'importance stratégique de la localité et de son château. Une partie est consacrée à l'abandon et au déplacement de la vieille ville à la nouvelle Mequinenza après la construction du barrage de Ribarroja, et un espace consacré au patrimoine littéraire, photographique et pictural de l'écrivain mequinenzano Jesús Moncada.
- Musée du Passé Prehistórico : un espace-atelier raconte avec des multiples recréations de gisements archéologiques trouvés sur Mequinenza, ainsi que différents exemples d'Art préhistorique de l'arc méditerranéen de la péninsule Ibérique.

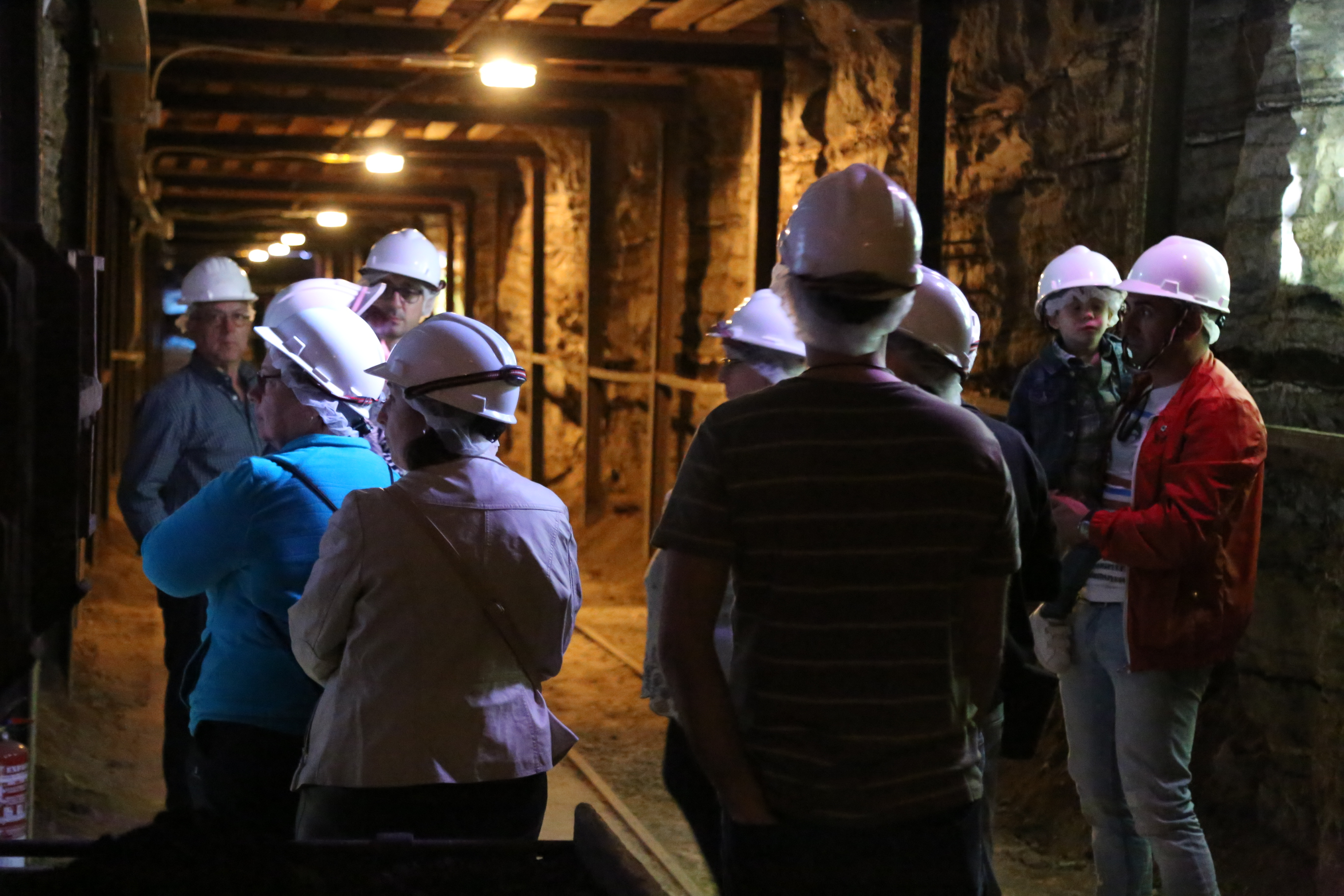
Musée de la mine de Mequinenza.

## Construction
Le bâtiment a été bâti grâce à l'impulsion de diverses personnalités comme la maîtresse d'école María Quintana, née à Mequinenza et devenue inspectrice de l'enseignement primaire à Madrid, le maître Maximal Cajal, et le journaliste Mariano de Cavia, et partiellement moyennant un abonnement populaire des habitants de la localité.
Le projet a été rédigé par Jorge Gallegos en octobre 1923, bien que certaines sources bibliographiques attribuent ce projet directement à l'architecte chef de l'Unité technique Antonio Flórez. Ils sont accourus tous les deux le jour de l'inauguration du bâtiment pour le recevoir et le livrer à la mairie de Mequinenza. 
La direction des œuvres a chargé l'architecte scolaire provincial Regino Borobio, et a été inauguré avec des grandes célébrations le 4 avril 1927 et définitivement en octobre 1928. Le groupe scolaire a reçu le nom de María Quintana, à qui on a érigé une sculpture en bronze réalisé par José Bueno.
Il est pratiquement l'unique bâtiment du village ancien de Mequinenza qui a survécu aux démolitions à la suite de la construction du barrage de Ribarroja. 

## Architecture
Le bâtiment qui héberge le musée de l'Histoire de Mequinenza a une forme d'E.
Le bâtiment est en pierres de taille, avec une couverture à quatre pans de tuile canal et un auvent de bois assorti au style des palais de la renaissance aragonaise. Ses baies vitrées sont orthogonales à exception de plusieurs dans l'appartement supérieur qui ont été parachevés avec un arc en plein cintre. Par son aspect extérieur, il se rapproche des courants régionalistes de l'architecture du premier tiers du XXe siècle.

## Reconnaissances
Les musées de Mequinenza ont reçu le prix Josep-Galán en 2017 accordé par l'Institut d'Estudis du Baix Cinca (IEBC) pour "quelques magnifiques installations qui maintiennent la mémoire des habitants de Mequinenza et de Bajo Cinca”.